# Phare de Cabo Villano
Le phare de Cabo Villano est un phare situé sur le promontoire de Cabo Villano, proche de la paroisse civile de Corme Porto la commune de Camariñas, dans la province de La Corogne (Galice en Espagne).
Il est géré par l'autorité portuaire de La Corogne.

## Histoire
Le phare de Cabo Villano marque la zone la plus dangereuse de la Côte de la Mort et il est l'un des plus beaux d'Espagne. C'est une tour octogonale en pierre brun-jaune de 25 m de haut, avec une galerie et une lanterne tout en verre incluant le dôme. Le grand bâtiment technique des gardiens est construit juste en-dessous et il est relié par un tunnel de 150 marches. Il possède une lentille de Fresnel de 1er ordre qui lui permet d'avoir une visibilité nocturne de 55 km. L'enclave sur laquelle il est érigé a été déclarée d'intérêt national en 1933 et considérée comme Monument naturel.
Le premier phare, mis en service le 10 juillet 1854, était une tour de pierre de 7 m de haut. Sa faible hauteur ne permit pas d'avoir une bonne visibilité. La commission des phares lança un nouveau projet dès 1860 mais il fallut attendre le naufrage du navire-école de la Royal Navy HMS Serpent (en), qui fit 172 victimes, pour réaliser un phare de 1er ordre sur Cabo Villano.
Le phare actuel a été mis en service le 15 janvier 1896. À l'origine il fonctionna d'abord à l'huile jusqu'en 1903, puis à l'acétylène. Dès 1911 il fut équipé de 40 lampes électriques et en 1924, grâce aux nouvelles lampes à filament renforcé, il put avoir une puissance de 8.000 candelas. En 1962, il a bénéficié d'une lanterne aéro-maritime de 3,50 m de diamètre, avec un système dioptrique catadioptrique et d'un objectif de 500 mm. la sirène de brouillard émet la lettre V en code morse (trois explosions courtes suivies par une longue explosion, chaque 60 s).
Le bâtiment technique a été reconverti en un Centre d'interprétation des naufrages, des phares et signaux maritimes qui est ouvert gratuitement au public, avec une boutique de souvenirs et un café-bar. Le phare ne se visite pas.
Identifiant : ARLHS : SPA056 ; ES-03800 - Amirauté : D1736- NGA : 2632 .
|              |
| Cabo Villano |

|          |
| Le phare |

|                                          |
| Le centre d'interprétation des naufrages |

### Lien connexe
- Liste des phares d'Espagne